# Santiago Rivas (periodista)
Santiago Rivas (Buenos Aires, 1977) es un periodista argentino centrado en la aviación militar y es conocido por sus libros y artículos sobre la aviación latinoamericana en el siglo XX. Entre sus escritos se encuentran los libros Brasileños en guerra, Brazilians at War, Air War over the Putumayo y Skyhawks Over the South Atlantic, para la colección Latin America@War Series.

## Biografía
Santiago Rivas nació en Buenos Aires y se licenció en periodismo en 2002 en la Pontificia Universidad Católica de Argentina. Comenzó a escribir en 1997, a la edad de 20 años, sobre temas de aviación y defensa como periodista y fotógrafo. Desde entonces, ha publicado su material en más de 70 medios de comunicación diferentes alrededor del mundo, entre artículos y libros. Actualmente se especializa en temas latinoamericanos de aviación y defensa, tanto históricos como recientes. En 2007 publicó su primer libro sobre la guerra de las Malvinas para una editorial brasileña. Desde entonces se han publicado otros 24 libros en todo el mundo en Argentina, Brasil, Francia, Alemania y Reino Unido; además de artículos publicados en más de 50 revistas de 20 países, trabajando para más de 20 de estas revistas al mismo tiempo.
Santiago tiene tres hijos y vive en Buenos Aires. Continúa viajando cada año a la mayoría de países latinoamericanos para realizar su trabajo de investigación. Es director del sitio web Pucará Defensa y de la revista de aviación militar Pucará.